# Hassan Zeino Berri
Pour les articles homonymes, voir Berri.
Hassan Zeino Berri  était un chef de clan « sunnite » syrien et le responsable de la milice Shabiha du secteur d'Alep.
Le 1er août 2012, lors de la bataille d'Alep, il est exécuté par des membres de l'Armée syrienne libre (ASL) avec d'autres membres du clan Berri, en représailles à leur participation à la répression menée par le régime,,,,,.
L'ASL condamne cette exécution dans un communiqué comme « un acte inacceptable, isolé, illégal », et annonce qu'une enquête sera faite.